# Canton de Marseille-Les Trois Lucs
Le canton de Marseille-Les Trois Lucs est une ancienne division administrative française située dans le département des Bouches-du-Rhône, dans l'arrondissement de Marseille. Il avait été créé en 2004.

## Composition
Le canton de Marseille-Les Trois Lucs se composait d’une fraction du 11e arrondissement de la commune de Marseille. 
| Nom                   | Code Insee | Intercommunalité                   | Population (dernière pop. légale)                |
| --------------------- | ---------- | ---------------------------------- | ------------------------------------------------ |
| Marseille (chef-lieu) | 13055      | Métropole d'Aix-Marseille-Provence | Fraction : 13 448(2012) Commune : 862 211 (2016) |

Il se composait également d’une fraction du 12e arrondissement de la commune de Marseille. 
| Nom                   | Code Insee | Intercommunalité                   | Population (dernière pop. légale)                |
| --------------------- | ---------- | ---------------------------------- | ------------------------------------------------ |
| Marseille (chef-lieu) | 13055      | Métropole d'Aix-Marseille-Provence | Fraction : 17 520(2012) Commune : 862 211 (2016) |

Quartiers de Marseille inclus dans le canton (parties des 11e et 12e arrondissements) :
- Éoures
- La Treille
- Saint-Menet
- La Valentine
- Les Trois-Lucs
- Les Caillols
- La Fourragère
- Les Camoins
- Les Accates

Il comptait 30 968 habitants (population municipale) au 1er janvier 2012.

## Représentation
| Période                                  | Période | Identité         | Étiquette   | Qualité |
| ---------------------------------------- | ------- | ---------------- | ----------- | --- |
| 1998                                     | 2008    | Christophe Masse | PS          | Député de 2002 à 2007 |
| 2008                                     | 2015    | Robert Assante   | NC puis FED | Maire du 6e secteur de Marseille (2008-2014) Conseiller municipal de Marseille Adjoint au maire de Marseille (2014-2020) (Environnement - Développement Durable - Plan Climat – Cadre de Vie – Qualité de Ville) |
| Les données manquantes sont à compléter. |         |                  |             | |

## photo du canton
|  |  |

## Démographie
| 1982 | 1990 | 1999 | 2006   | 2011   | 2012   |
| ---- | ---- | ---- | ------ | ------ | ------ |
| -    | 0    | 0    | 28 425 | 30 423 | 30 968 |